# Lista de singles número um na Billboard Hot 100 em 2016

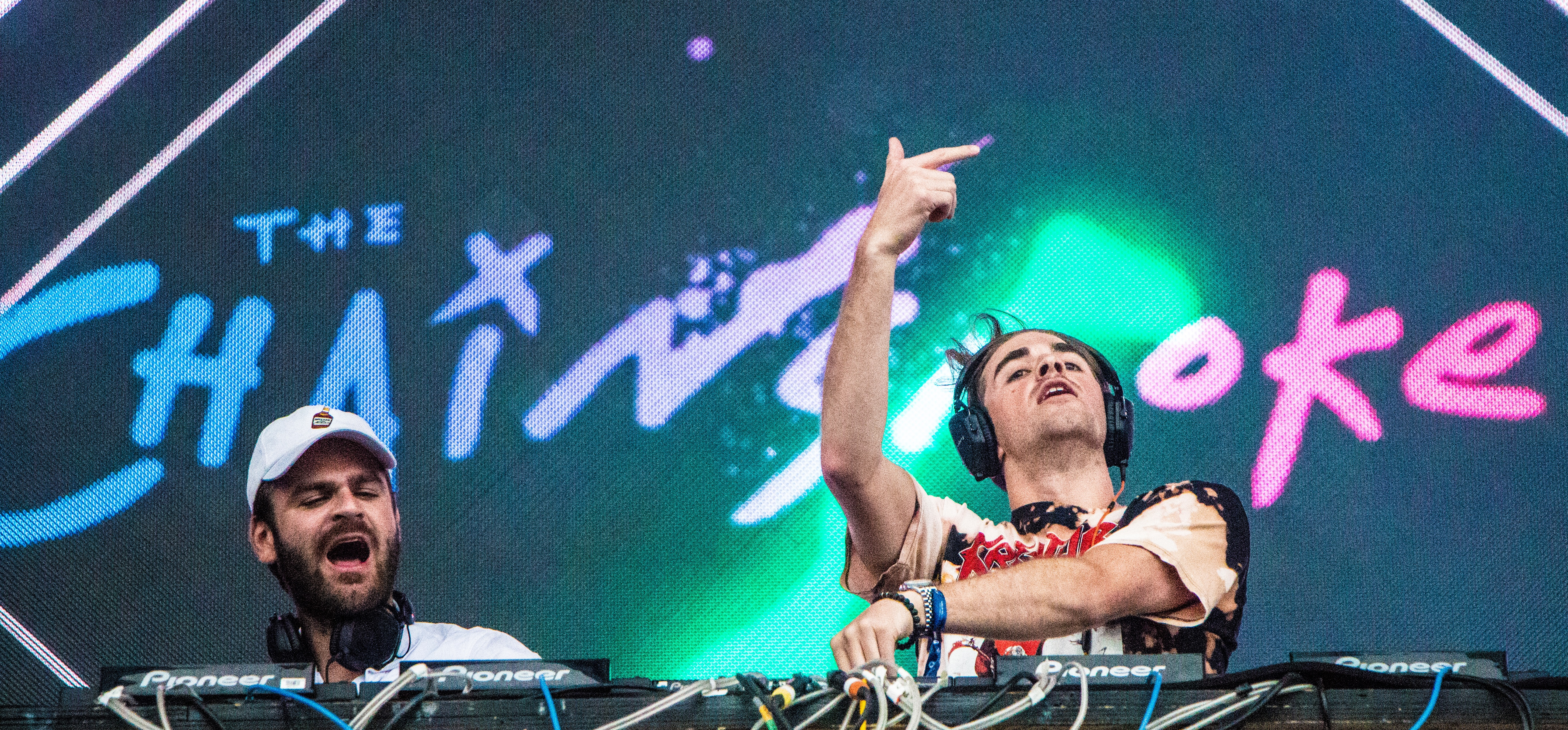
Da primeira vez que alcançou o topo da lista - com "Closer" — a dupla The Chainsmokers (foto), permaneceu por doze semanas consecutivas na primeira posição e teve o tema com maior permanência no topo da Billboard Hot 100 em 2016.

A lista dos singles que alcançaram a primeira posição da Billboard Hot 100 em 2016 foi publicada pela revista norte-americana Billboard, sendo que os dados são recolhidos pela Nielsen SoundScan e baseados em cada venda semanal física e digital, além da popularidade da canção nas rádios, do fluxo de média na Internet e do número de transmissões do respetivo vídeo musical pelo portal YouTube. Durante o decorrer do ano, onze temas atingiram o topo da tabela nas 52 edições da revista. 
"Hello", pertencente a Adele, foi o primeiro número um do ano e prolongou a sua liderança de sete semanas antecedentes ao início de 2016, totalizando dez períodos consecutivos no topo da lista. "Black Beatles", de Rae Sremmurd com Gucci Mane, foi o trabalho que fechou o ciclo. Ao todo, nove artistas conquistaram seu primeiro single número um nos Estados Unidos no decorrer dos doze meses, nomeadamente Zayn, Desiigner, Wizkid, Kyla, Sia, The Chainsmokers, Halsey, o duo Rae Sremmurd e Gucci Mane. A canção que mais edições permaneceu na liderança da tabela musical foi "Closer", da dupla de DJ The Chainsmokers com a participação de Halsey, registando doze semanas consecutivas no topo. Contudo, foi "Love Yourself" de Justin Bieber, com duas edições não-consecutivas na liderança, que terminou no topo da lista de final de ano como música com melhor desempenho durante o período de doze meses. "Sorry", também do canadiano Bieber, obteve a segunda posição no rol anual com três edições em primeiro lugar.
Outros destaques de 2016 nas publicações da Billboard Hot 100 incluem Bieber e Drake, que ao colocarem ambos duas obras entre as quatro melhores do ano repetiram a façanha de 2009, quando "Boom Boom Pow" e "I Gotta Feeling", de The Black Eyed Peas, foram números 1 e 4, e "Poker Face" e "Just Dance", da cantora Lady Gaga, 2 e 3, respetivamente. Além disso, o primeiro conseguiu ainda substituir-se no primeiro lugar da tabela, algo que não acontecia desde outubro de 2015. Com "Work", o seu 14.º tema a atingir a primeira posição, a barbadense Rihanna tornou-se na terceira artista com mais singles no topo da tabela, permanecendo apenas atrás de The Beatles (20) e Mariah Carey (18).

## Histórico

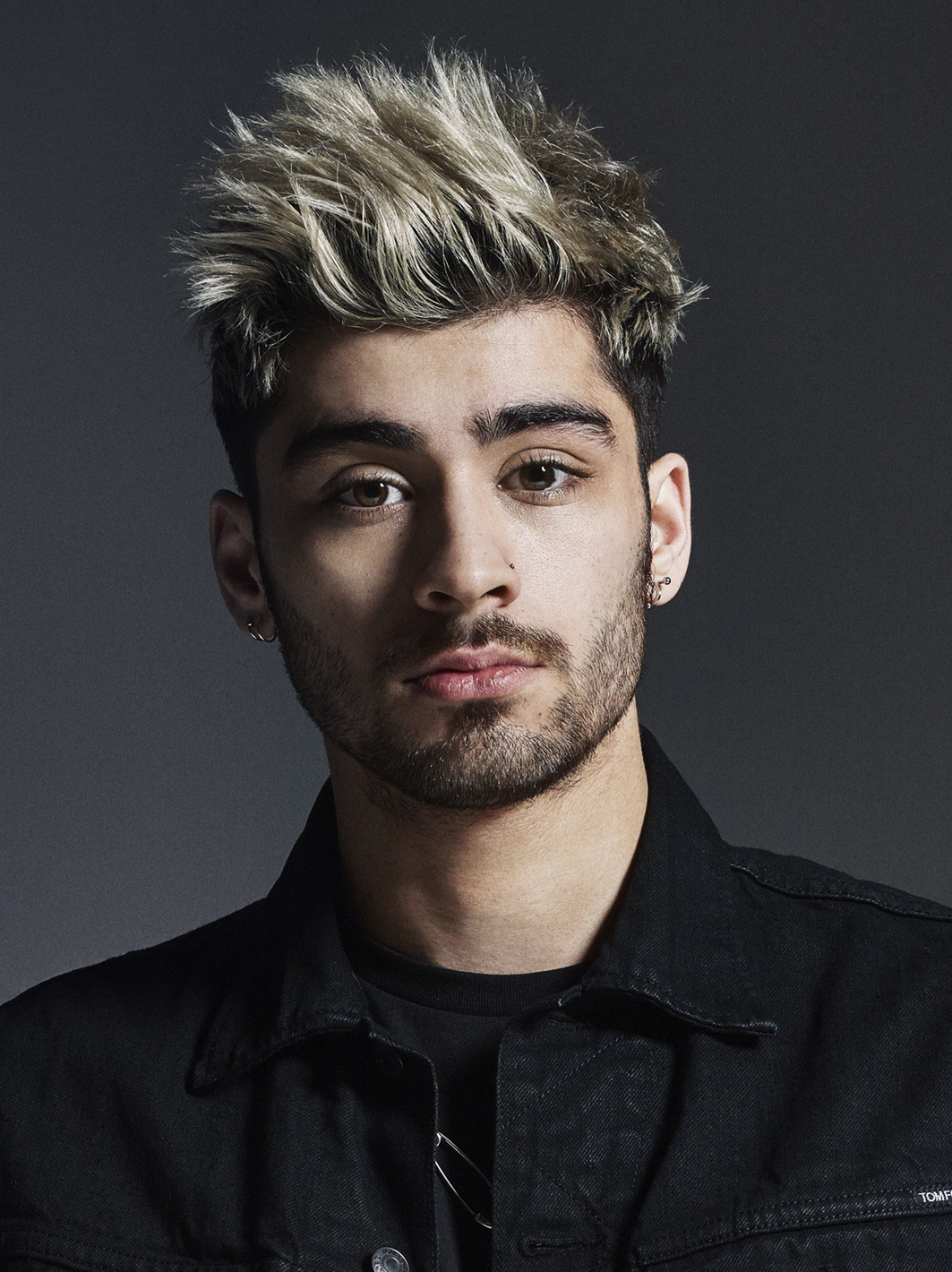
"Pillowtalk" fez de Zayn o primeiro artista britânico a estrear diretamente no topo do Hot 100 com o primeiro single da carreira.

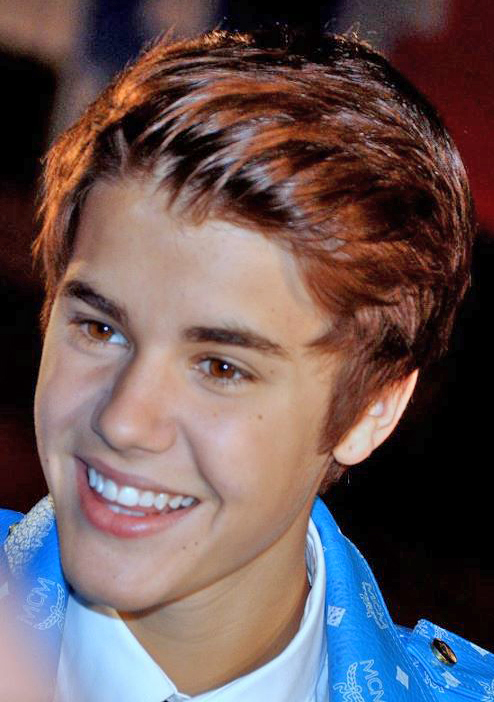
Apesar de apenas ter liderado duas vezes não consecutivas, "Love Yourself", do canadense Justin Bieber, foi a música que terminou o ciclo no topo da lista anual.

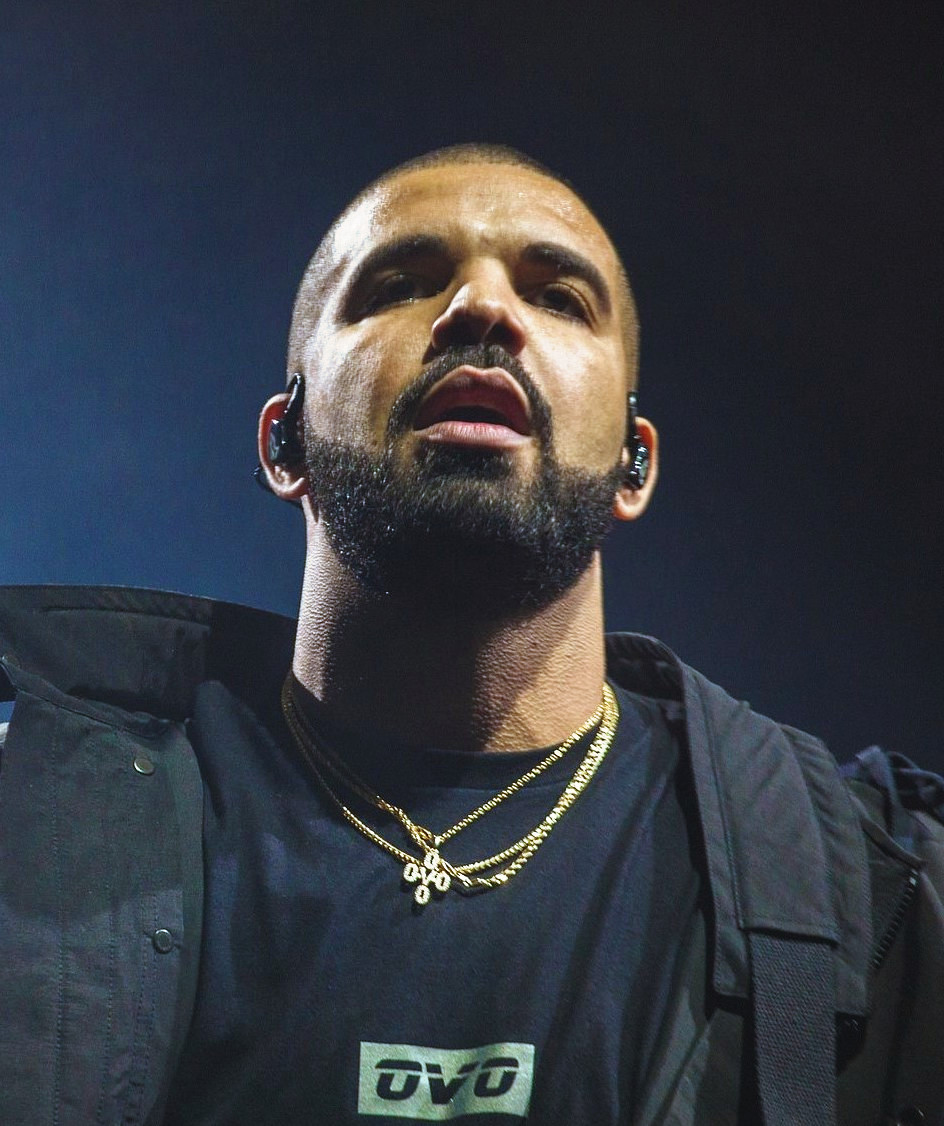
O canadense Drake foi o artista com mais semanas na liderança da lista. "One Dance" registou dez semanas não-consecutivas e "Work" mais nove consecutivas, totalizando dezanove edições em que o rapper esteve no topo.

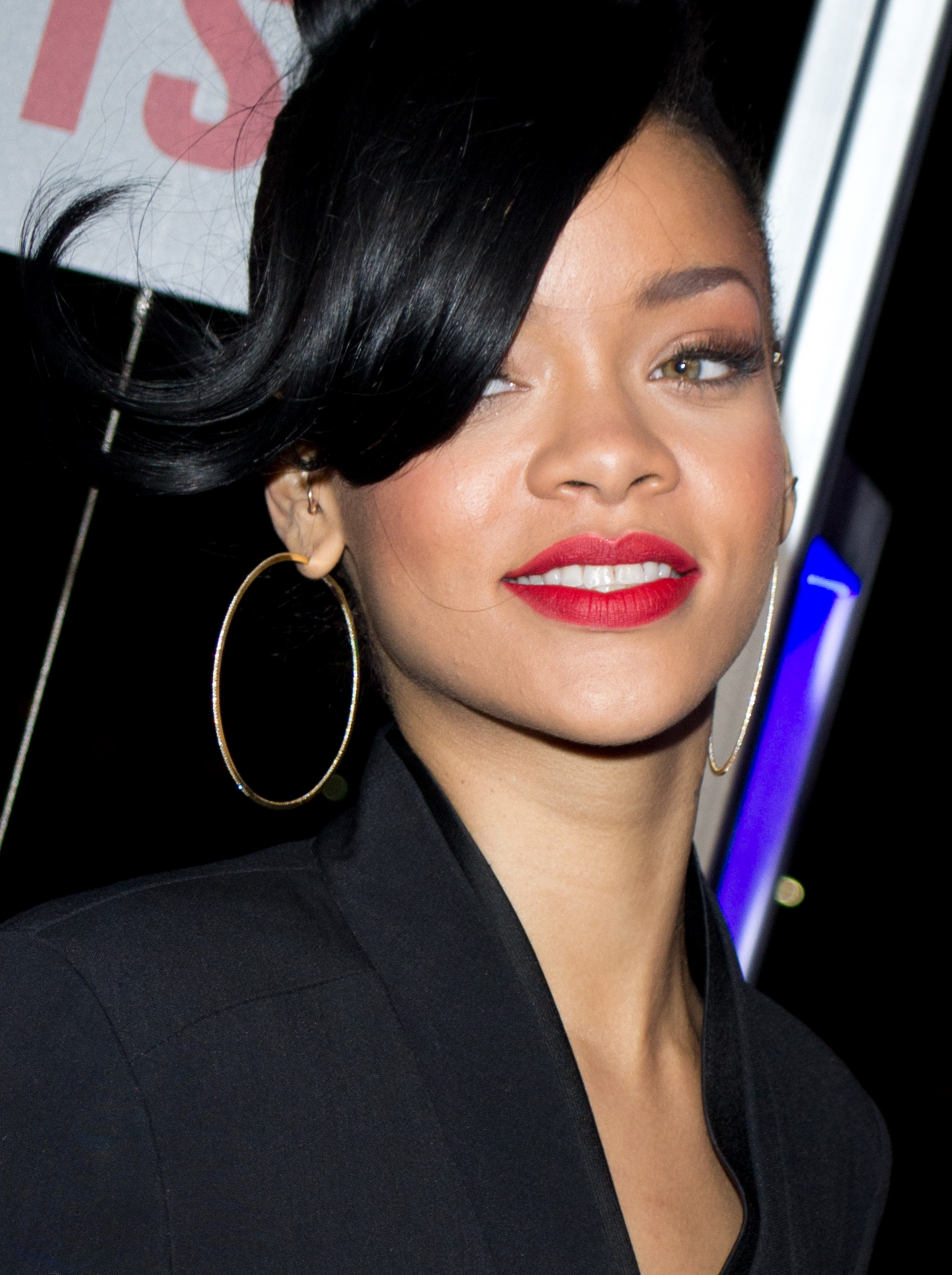
Com "Work", que ficou nove semanas consecutivas na liderança, a barbadense Rihanna tornou-se o terceiro músico na história com mais obras em primeiro lugar.

| † | Indica o single com melhor desempenho em 2016. |

| Data            | Canção                    | Artista(s)                  | Referência(s) |
| --------------- | ------------------------- | --------------------------- | ------------- |
| 2 de janeiro    | "Hello"                   | Adele                       | [ 4 ]         |
| 9 de janeiro    | "Hello"                   | Adele                       | [ 5 ]         |
| 16 de janeiro   | "Hello"                   | Adele                       | [ 6 ]         |
| 23 de janeiro   | "Sorry"                   | Justin Bieber               | [ 7 ]         |
| 30 de janeiro   | "Sorry"                   | Justin Bieber               | [ 8 ]         |
| 6 de fevereiro  | "Sorry"                   | Justin Bieber               | [ 9 ]         |
| 13 de fevereiro | "Love Yourself"†          | Justin Bieber               | [ 10 ]        |
| 20 de fevereiro | "Pillowtalk"              | Zayn                        | [ 11 ]        |
| 27 de fevereiro | "Love Yourself"†          | Justin Bieber               | [ 12 ]        |
| 5 de março      | "Work"                    | Rihanna com Drake           | [ 13 ]        |
| 12 de março     | "Work"                    | Rihanna com Drake           | [ 14 ]        |
| 19 de março     | "Work"                    | Rihanna com Drake           | [ 15 ]        |
| 26 de março     | "Work"                    | Rihanna com Drake           | [ 16 ]        |
| 2 de abril      | "Work"                    | Rihanna com Drake           | [ 17 ]        |
| 9 de abril      | "Work"                    | Rihanna com Drake           | [ 18 ]        |
| 16 de abril     | "Work"                    | Rihanna com Drake           | [ 19 ]        |
| 23 de abril     | "Work"                    | Rihanna com Drake           | [ 20 ]        |
| 30 de abril     | "Work"                    | Rihanna com Drake           | [ 21 ]        |
| 7 de maio       | "Panda"                   | Desiigner                   | [ 22 ]        |
| 14 de maio      | "Panda"                   | Desiigner                   | [ 23 ]        |
| 21 de maio      | "One Dance"               | Drake com Wizkid e Kyla     | [ 24 ]        |
| 28 de maio      | "Can't Stop the Feeling!" | Justin Timberlake           | [ 25 ]        |
| 4 de junho      | "One Dance"               | Drake com Wizkid e Kyla     | [ 26 ]        |
| 11 de junho     | "One Dance"               | Drake com Wizkid e Kyla     | [ 27 ]        |
| 18 de junho     | "One Dance"               | Drake com Wizkid e Kyla     | [ 28 ]        |
| 25 de junho     | "One Dance"               | Drake com Wizkid e Kyla     | [ 29 ]        |
| 2 de julho      | "One Dance"               | Drake com Wizkid e Kyla     | [ 30 ]        |
| 9 de julho      | "One Dance"               | Drake com Wizkid e Kyla     | [ 31 ]        |
| 16 de julho     | "One Dance"               | Drake com Wizkid e Kyla     | [ 32 ]        |
| 23 de julho     | "One Dance"               | Drake com Wizkid e Kyla     | [ 33 ]        |
| 30 de julho     | "One Dance"               | Drake com Wizkid e Kyla     | [ 34 ]        |
| 6 de agosto     | "Cheap Thrills"           | Sia com Sean Paul           | [ 35 ]        |
| 13 de agosto    | "Cheap Thrills"           | Sia com Sean Paul           | [ 36 ]        |
| 20 de agosto    | "Cheap Thrills"           | Sia com Sean Paul           | [ 37 ]        |
| 27 de agosto    | "Cheap Thrills"           | Sia com Sean Paul           | [ 38 ]        |
| 3 de setembro   | "Closer"                  | The Chainsmokers com Halsey | [ 39 ]        |
| 10 de setembro  | "Closer"                  | The Chainsmokers com Halsey | [ 40 ]        |
| 17 de setembro  | "Closer"                  | The Chainsmokers com Halsey | [ 41 ]        |
| 24 de setembro  | "Closer"                  | The Chainsmokers com Halsey | [ 42 ]        |
| 1 de outubro    | "Closer"                  | The Chainsmokers com Halsey | [ 43 ]        |
| 8 de outubro    | "Closer"                  | The Chainsmokers com Halsey | [ 44 ]        |
| 15 de outubro   | "Closer"                  | The Chainsmokers com Halsey | [ 45 ]        |
| 22 de outubro   | "Closer"                  | The Chainsmokers com Halsey | [ 46 ]        |
| 29 de outubro   | "Closer"                  | The Chainsmokers com Halsey | [ 47 ]        |
| 5 de novembro   | "Closer"                  | The Chainsmokers com Halsey | [ 48 ]        |
| 12 de novembro  | "Closer"                  | The Chainsmokers com Halsey | [ 49 ]        |
| 19 de novembro  | "Closer"                  | The Chainsmokers com Halsey | [ 50 ]        |
| 26 de novembro  | "Black Beatles"           | Rae Sremmurd com Gucci Mane | [ 51 ]        |
| 3 de dezembro   | "Black Beatles"           | Rae Sremmurd com Gucci Mane | [ 52 ]        |
| 10 de dezembro  | "Black Beatles"           | Rae Sremmurd com Gucci Mane | [ 53 ]        |
| 17 de dezembro  | "Black Beatles"           | Rae Sremmurd com Gucci Mane | [ 54 ]        |
| 24 de dezembro  | "Black Beatles"           | Rae Sremmurd com Gucci Mane | [ 55 ]        |
| 31 de dezembro  | "Black Beatles"           | Rae Sremmurd com Gucci Mane | [ 56 ]        |